# Teneš Do
Teneshdoll en albanais et Teneš Do en serbe latin (en serbe cyrillique : Тенеш До) est une localité du Kosovo située dans la commune/municipalité de Pristina, district de Pristina (Kosovo) ou district de Kosovo (Serbie). Selon le recensement kosovar de 2011, elle compte 359 habitants, tous albanais.

## Histoire
Sur le territoire du village se trouve le site de Kalaja dont les vestiges remontent à la Préhistoire ; mentionné par l'Académie serbe des sciences et des arts, il est inscrit sur la liste des monuments culturels du Kosovo.

## Démographie

### Évolution historique de la population dans la localité
| 1948 | 1953 | 1961 | 1971 | 1981 | 1991 | 2011 |
| ---- | ---- | ---- | ---- | ---- | ---- | ---- |
| 160  | 165  | 174  | 188  | 258  | 275  | 359  |

|  |